# Micarea inquinans
Micarea inquinans är en lavart som först beskrevs av Louis René Tulasne, och fick sitt nu gällande namn av Coppins. Micarea inquinans ingår i släktet Micarea och familjen Pilocarpaceae.  Arten är reproducerande i Sverige. Inga underarter finns listade i Catalogue of Life.